# Cryptocala albida
Cryptocala albida là một loài bướm đêm trong họ Noctuidae.